# Macken 30 år, TV-serien på scen
Macken - TV-serien på scen är scenversionen av TV-serien Macken med humorgruppen Galenskaparna och After Shave. Medverkande i föreställningen är Anders Eriksson, Jan Rippe, Claes Eriksson, Per Fritzell, Knut Agnred, Charlott Strandberg, Lasse Beischer och Den ofattbara orkestern. Kerstin Granlund, tidigare medlem i Galenskaparna och After Shave, medverkade som regiassistent då hon en tid tillbaka valt att kliva av scenen. Men det finns en scen i föreställningen där Kerstin pratar i radion som reporter, när Anders lyssnar på nyheterna om hur kommunens köpekontrakt av Macken hamnat fel.
Föreställningen hade premiär den 27 oktober 2016 i samband med att Lorensbergsteatern fyllde 100 år. Totalt spelades 181 föreställningar, både i Göteborg och på Cirkus i Stockholm.
Föreställningen sändes i SVT den 6 januari 2019 och 1 399 000 såg den filmade versionen.